# 科爾努多峰
46°13′44″N 12°24′05″E / 46.22889°N 12.40139°E

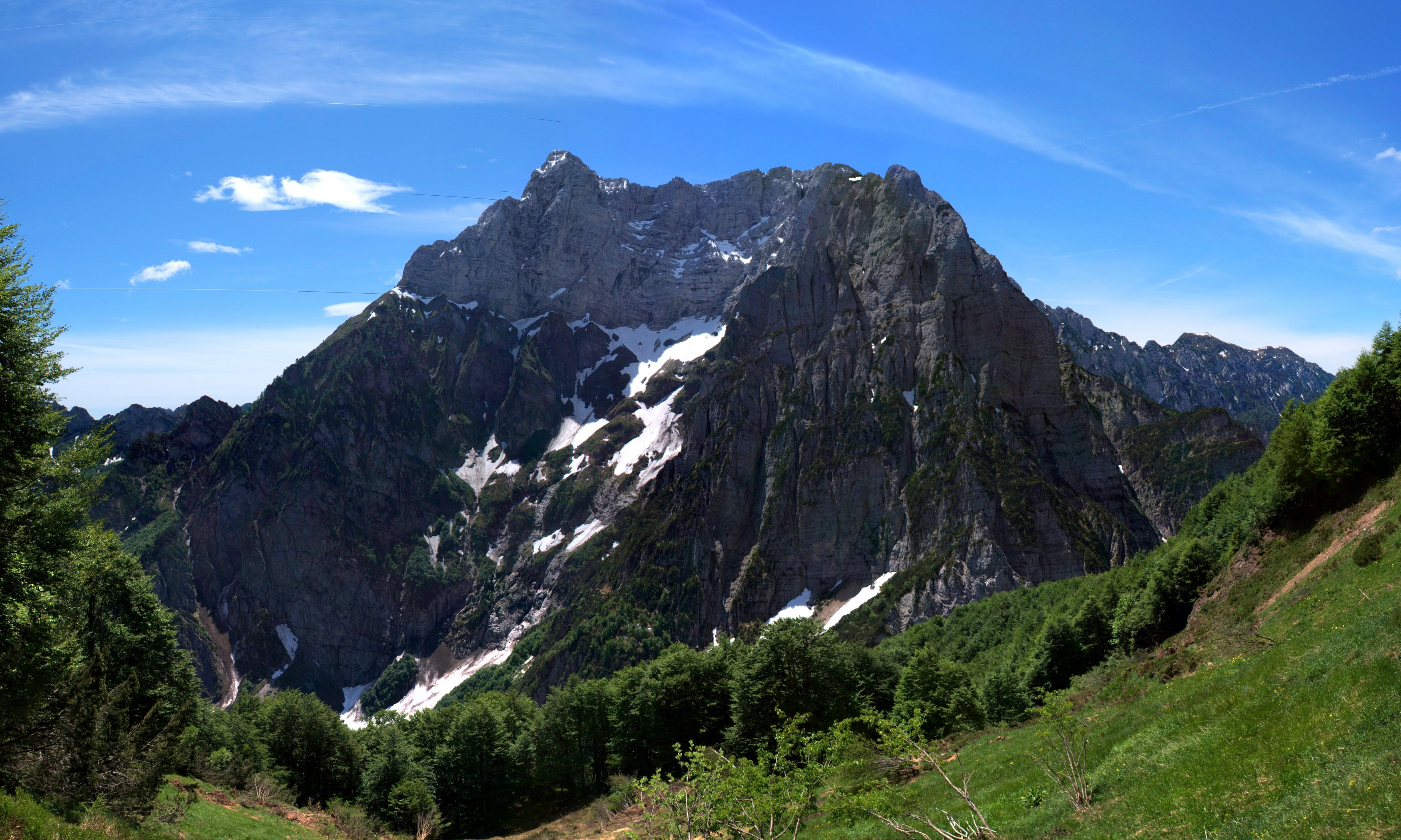

科爾努多峰（義大利語：Col Nudo），是意大利的山峰，位於該國東北部，處於威尼托大區和弗留利-威尼斯朱利亞大區接壤的邊界，屬於威尼斯前阿爾卑斯山脈的一部分，海拔高度2,472米。